# Schweizerhaus (Bremen)
Das Schweizerhaus befindet sich in Bremen, Stadtteil Schwachhausen, Ortsteil Bürgerpark, Hollerallee, Findorffallee, Parkallee. Das Haus wurde 1872 nach Plänen von Jacob Carl Scheinpflug errichtet.
Es steht seit 1984 unter Bremer Denkmalschutz.

## Geschichte
Das ein- und zweigeschossige verklinkerte Haus mit Satteldach wurde 1871/72 in der Epoche des Historismus im Schweizerhausstil für den Bürgerparkverein im Bürgerpark gebaut. Den rückwärtigen, teilunterkellerten Anbau von 1884 mit dem Treppenhaus plante der Architekt Heinrich Müller und den seitlichen Anbau von 1889 mit zwei Räumen der Architekt Hermann Deetjen. Das Schmuckstück am Dachdreieck wurde 1886 angebracht.
Auf einer Tafel am Giebel steht ein Grundanliegen der Parkgründer: „Was Bürgersinn uns schaffen kann, dies Haus hier zeigt es Jedermann. Nimm Leser, Dir ein Beispiel dran.“ Seit 1866 wurde der Bürgerpark nach Plänen von Wilhelm Benque angelegt und mit vielen Spenden ausgebaut und gepflegt. Auch der Bau des Schweizerhauses erfolgte mit Spendengeldern in Höhe von 1500 Gold-Talern; ein Drittel kam von dem Geld- und Wechselmakler  Heinrich Christian Dieckmann.
Das zunächst quadratische Haus diente als Wohnung für den jeweiligen Parkdirektor. Nur bis 1884 war hier auch die Vereinsverwaltung untergebracht. 24 Jahre lang residierte hier bis 1908 Parkdirektor Carl F.H.A. Ohrt. Ihm folgten bis 1918 Theodor G. Karich, bis 1963 Hugo Riggers, bis 1989 Günter Reinsch und bis 2012 Senatsrat a. D. Werner Damke.
1970 wurde erst eine Ölheizung eingebaut und 1989/90 wurde das Haus gründlich modernisiert.